# Liga BFA 2019 - Acesso
A Liga BFA 2019 - Acesso foi a sexta edição do campeonato de futebol americano do Brasil correspondente à segunda divisão nacional. Foi a primeira edição na qual a Liga Brasil Futebol Americano foi organizadora da competição sob chancela da Confederação Brasileira de Futebol Americano (CBFA) e também a primeira edição sem usar o nome Liga Nacional. As duas últimas edições foram organizadas pela Liga Nacional de Futebol Americano. Nesta edição não houve o cruzamento dos times campeões das conferências para decidir o campeão nacional da segunda divisão.

## Fórmula de disputa
Os times estão divididos em quatro conferências: Centro-Oeste, Sudeste, Nordeste e Sul. Na Temporada Regular, só havendo confrontos entre times das mesmas conferências. Os mandos de campo dos Playoffs são sempre dos times com melhores campanhas.
Na Conferência Centro-Oeste são quatro times no qual todos jogam contra todos. Os dois melhores times classificam-se à final de conferência.
Na Conferência Sudeste são dezesseis times divididos em quatro grupos: A, B, C e D. Os times enfrentam os adversários dentro de seu próprio grupo e um time de outro grupo. Os dois melhores times de cada grupo classificam-se às quartas de final que se enfrentam em sistema de mata-mata até a final de conferência.
Na Conferência Nordeste são dez times divididos em três grupos: Norte, Central e Sul. Os Grupos Norte e Central com três times fazem quatro jogos, enquanto o Grupo Sul com quatro times faz três jogos. Classificam-se aos Playoffs os vencedores dos grupos, o segundo colocado do Grupo Sul e o segundo colocado de melhor campanha considerando os Grupos Norte e Central. Nas semifinais, o vencedor do Grupo Sul enfrenta o segundo colocado de melhor campanha, enquanto o melhor vencedor dentre os outros dois grupos aguarda o vencedor do Wild Card disputado entre o segundo melhor vencedor de grupo e o segundo colocado do Grupo Sul. Os dois vencedores das semifinais classificam-se à final de conferência.
Na Conferência Sul são sete times no qual todos jogam contra todos. Os quatro melhores times avançam às semifinais, com o primeiro recebendo o quarto colocado e o segundo recebendo o terceiro. Os vencedores avançam para a final de conferência.
As quatro equipes campeãs de conferência garantem vaga na Liga BFA 2020 - Elite. A pior equipe da Conferência Nordeste é rebaixada à Copa Nordeste de 2020.

### Critérios de desempate
Em caso de empate no número de vitórias, a classificação das equipes, dentro dos grupos, como também dentro de cada conferência se dará pelos seguintes critérios, na ordem abaixo:
a) No caso de empate entre duas equipes: 
1. Vitória no confronto direto;
2. Maior força de tabela (que é a porcentagem obtida da razão entre o número total de vitórias pelo número total de partidas disputadas, de todos os adversários enfrentados por ela, na temporada regular);
3. Menor número de touchdowns cedidos.

b) No caso de empate entre mais de duas equipes, ou caso duas equipes empatadas não tenham confronto direto para desempate:
1. Maior força de tabela entre as equipes empatadas;
2. Maior número de vitórias nos confrontos entre as equipes empatadas;
3. Menor número de touchdowns cedidos.
4. Sorteio

## Equipes participantes
Este torneio conta com a participação de 37 equipes em suas quatro conferências.
| Conferência Centro-Oeste                                            | Conferência Sudeste                                                                                   | Conferência Sudeste                                                                    | Conferência Sudeste | Conferência Sudeste |
| ------------------------------------------------------------------- | --- | -------------------------------------------------------------------------------------- | --- | --- |
| - Brasília V8 - Brasília Wizards - Goiânia Saints - Leões de Judá B | Grupo A - Independente de Limeira Tomahawk - Rio Preto Weilers - Sorocaba Vipers - Univás Gladiadores | Grupo B - Delta Football - Mooca Destroyers - Spartans Football - Tatuapé Monsters     | Grupo C - Blaze FA - Contagem Inconfidentes - Nova Serrana Forgeds - Palmeiras Locomotives                                        | Grupo D - Espírito Santo Black Knights - Betim Bulldogs - Dark Owls FA - Ipatinga Tigres                                          |
| Conferência Nordeste                                                | Conferência Nordeste                                                                                  | Conferência Nordeste                                                                   | Conferência Sul | Conferência Sul |
| Grupo Norte - Carrancas FA - Roma Gladiadores - São Luís Sharks     | Grupo Central - Caruaru Wolves - Recife Mariners Development - Tropa Campina UniFacisa                | Grupo Sul - Fortaleza Tritões - Maceió Marechais - Recife Apaches - Sergipe Redentores | - Armada Lions FA - Brown Spiders FA - Canoas Bulls - Juventude FA - Moon Howlers FA - Porto Alegre Gorillas - Santa Cruz Chacais | - Armada Lions FA - Brown Spiders FA - Canoas Bulls - Juventude FA - Moon Howlers FA - Porto Alegre Gorillas - Santa Cruz Chacais |

## Classificação da Temporada Regular
Classificados para os Playoffs estão marcados em verde.

### Conferência Centro-Oeste
| Pos | Times            | V | E | D | PCT   | PF  | PS  | SP  |
| --- | ---------------- | - | - | - | ----- | --- | --- | --- |
| 1   | Brasília V8      | 3 | 0 | 0 | 1.000 | 100 | 21  | 79  |
| 2   | Goiânia Saints   | 2 | 0 | 1 | .667  | 78  | 36  | 42  |
| 3   | Leões de Judá B  | 1 | 0 | 2 | .333  | 28  | 52  | -24 |
| 4   | Brasília Wizards | 0 | 0 | 3 | .000  | 22  | 119 | -97 |

### Conferência Sudeste
Grupo A
| Pos | Times                            | V | E | D | PCT   | PF  | PS  | SP   |
| --- | -------------------------------- | - | - | - | ----- | --- | --- | ---- |
| 1   | Rio Preto Weilers                | 4 | 0 | 0 | 1.000 | 161 | 0   | 161  |
| 2   | Independente de Limeira Tomahawk | 2 | 0 | 2 | .500  | 71  | 82  | -11  |
| 3   | Sorocaba Vipers                  | 1 | 0 | 3 | .250  | 21  | 75  | -54  |
| 4   | Univás Gladiadores               | 0 | 0 | 4 | .000  | 2   | 112 | -110 |

Grupo B
| Pos | Times             | V | E | D | PCT  | PF | PS | SP  |
| --- | ----------------- | - | - | - | ---- | -- | -- | --- |
| 1   | Tatuapé Monsters  | 3 | 0 | 1 | .750 | 60 | 76 | -16 |
| 2   | Delta Football    | 3 | 0 | 1 | .750 | 78 | 48 | 30  |
| 3   | Spartans Football | 2 | 0 | 2 | .500 | 67 | 49 | 18  |
| 4   | Mooca Destroyers  | 1 | 0 | 3 | .250 | 71 | 89 | -18 |

Grupo C
| Pos | Times                  | V | E | D | PCT  | PF  | PS  | SP  |
| --- | ---------------------- | - | - | - | ---- | --- | --- | --- |
| 1   | Contagem Inconfidentes | 3 | 0 | 1 | .750 | 148 | 91  | 57  |
| 2   | Blaze FA               | 3 | 0 | 1 | .750 | 131 | 80  | 51  |
| 3   | Palmeiras Locomotives  | 3 | 0 | 1 | .750 | 84  | 60  | 24  |
| 4   | Nova Serrana Forgeds   | 1 | 0 | 3 | .250 | 81  | 142 | -61 |

Grupo D
| Pos | Times                        | V | E | D | PCT  | PF  | PS  | SP   |
| --- | ---------------------------- | - | - | - | ---- | --- | --- | ---- |
| 1   | Ipatinga Tigres              | 2 | 0 | 2 | .500 | 107 | 91  | 16   |
| 2   | Espírito Santo Black Knights | 2 | 0 | 2 | .500 | 99  | 86  | 13   |
| 3   | Betim Bulldogs               | 2 | 0 | 2 | .500 | 120 | 83  | 37   |
| 4   | Dark Owls FA                 | 0 | 0 | 4 | .000 | 7   | 144 | -137 |

### Conferência Nordeste
Classificados para os Playoffs estão marcados em verde e em rosa o rebaixado à Copa Nordeste de 2020.
O símbolo # indicada a classificação dentro dos Grupos Norte e Central.
Grupo Norte
| Pos | Times              | V | E | D | PCT   | PF  | PS  | SP   |
| --- | ------------------ | - | - | - | ----- | --- | --- | ---- |
| 1   | Carrancas FA #1    | 4 | 0 | 0 | 1.000 | 196 | 26  | 170  |
| 2   | São Luís Sharks #3 | 3 | 0 | 1 | .750  | 149 | 66  | 83   |
| 3   | Roma Gladiadores   | 0 | 0 | 4 | .000  | 8   | 132 | -124 |

Grupo Central
| Pos | Times                       | V | E | D | PCT   | PF  | PS  | SP   |
| --- | --------------------------- | - | - | - | ----- | --- | --- | ---- |
| 1   | Caruaru Wolves #2           | 4 | 0 | 0 | 1.000 | 141 | 21  | 120  |
| 2   | Tropa Campina UniFacisa[a]  | 1 | 0 | 3 | .250  | 15  | 114 | -99  |
| 3   | Recife Mariners Development | 0 | 0 | 4 | .000  | 9   | 155 | -146 |

Grupo Sul
| Pos | Times              | V | E | D | PCT   | PF | PS | SP  |
| --- | ------------------ | - | - | - | ----- | -- | -- | --- |
| 1   | Recife Apaches     | 3 | 0 | 0 | 1.000 | 61 | 6  | 55  |
| 2   | Maceió Marechais   | 1 | 0 | 2 | .333  | 33 | 50 | -17 |
| 3   | Sergipe Redentores | 1 | 0 | 2 | .333  | 53 | 35 | 18  |
| 4   | Fortaleza Tritões  | 1 | 0 | 2 | .333  | 33 | 93 | -60 |

### Conferência Sul
| Pos | Times                 | V | E | D | PCT   | PF  | PS  | SP  |
| --- | --------------------- | - | - | - | ----- | --- | --- | --- |
| 1   | Brown Spiders FA      | 4 | 0 | 0 | 1.000 | 121 | 18  | 103 |
| 2   | Armada Lions FA       | 4 | 0 | 0 | 1.000 | 118 | 18  | 100 |
| 3   | Canoas Bulls          | 3 | 0 | 1 | .750  | 83  | 66  | 17  |
| 4   | Porto Alegre Gorillas | 2 | 0 | 2 | .500  | 75  | 66  | 9   |
| 5   | Santa Cruz Chacais[b] | 0 | 0 | 3 | .000  | 12  | 62  | -50 |
| 6   | Juventude FA[b]       | 0 | 0 | 3 | .000  | 13  | 103 | -90 |
| 7   | Moon Howlers FA       | 0 | 0 | 4 | .000  | 15  | 104 | -89 |

## Playoffs

### Conferência Centro-Oeste
Final
| 24 de novembro 10:00 UTC -3 | Relatório | Brasília V8 | 19–15 | Goiânia Saints |  | Estádio Augustinho Lima, Sobradinho-DF |  |

### Conferência Sudeste
Em itálico, os times que possuem o mando de campo e em negrito os times classificados.
|  | Quartas de final | Quartas de final       | Quartas de final      |                        |    | Semifinais             | Semifinais | Semifinais |  |  | Final | Final             | Final |
|  |                  |                        |                       |                        |    |                        |            |            |  |  |       |                   |       |
|  |                  |                        |                       |                        |    |                        |            |            |  |  |       |                   |       |
|  | A1               | Rio Preto Weilers      | 37                    |                        |    |                        |            |            |  |  |       |                   |       |
|  | D2               | ES Black Knights       | 06                    |                        |    |                        |            |            |  |  |       |                   |       |
|  | D2               | ES Black Knights       | 06                    |                        |    | Rio Preto Weilers      | 31         |            |  |  |       |                   |       |
|  |                  |                        |                       |                        |    | Rio Preto Weilers      | 31         |            |  |  |       |                   |       |
|  |                  |                        | Blaze FA              | 00                     |    |                        |            |            |  |  |       |                   |       |
|  | B1               | Tatuapé Monsters       | Blaze FA              | 00                     | 12 |                        |            |            |  |  |       |                   |       |
|  | B1               | Tatuapé Monsters       |                       |                        | 12 |                        |            |            |  |  |       |                   |       |
|  | C2               | Blaze FA               | 21                    |                        |    |                        |            |            |  |  |       |                   |       |
|  |                  |                        |                       |                        |    |                        |            |            |  |  |       | Rio Preto Weilers | 56    |
|  |                  |                        |                       | Contagem Inconfidentes | 27 |                        |            |            |  |  |       |                   |       |
|  | C1               | Contagem Inconfidentes | 33                    |                        |    |                        |            |            |  |  |       |                   |       |
|  | B2               | Delta Football         | 13                    |                        |    |                        |            |            |  |  |       |                   |       |
|  | B2               | Delta Football         | 13                    |                        |    | Contagem Inconfidentes | 23         |            |  |  |       |                   |       |
|  |                  |                        |                       |                        |    | Contagem Inconfidentes | 23         |            |  |  |       |                   |       |
|  |                  |                        | Independente Tomahawk | 17                     |    |                        |            |            |  |  |       |                   |       |
|  | D1               | Ipatinga Tigres        | Independente Tomahawk | 17                     | 21 |                        |            |            |  |  |       |                   |       |
|  | D1               | Ipatinga Tigres        |                       |                        | 21 |                        |            |            |  |  |       |                   |       |
|  | A2               | Independente Tomahawk  | 37                    |                        |    |                        |            |            |  |  |       |                   |       |

Final
| 24 de novembro 14:00 UTC -3 | Relatório | Rio Preto Weilers | 56–27 | Contagem Inconfidentes |  | Estádio Teixeirão, São José do Rio Preto-SP |  |

### Conferência Nordeste
Em itálico, os times que possuem o mando de campo e em negrito os times classificados.
|  | Wild Card | Wild Card        | Wild Card |  |  | Semifinais | Semifinais      | Semifinais |  |  | Finais | Finais         | Finais |
|  |           |                  |           |  |  |            |                 |            |  |  |        |                |        |
|  |           |                  |           |  |  | #1         | Carrancas FA    | 00         |  |  |        |                |        |
|  | #2        | Caruaru Wolves   | 16        |  |  |            | Caruaru Wolves  | 07         |  |  |        |                |        |
|  | S2        | Maceió Marechais | 00        |  |  |            |                 |            |  |  |        | Caruaru Wolves | 27     |
|  |           |                  |           |  |  |            |                 |            |  |  |        | Recife Apaches | 00     |
|  |           |                  |           |  |  | S1         | Recife Apaches  | 12         |  |  |        |                |        |
|  |           |                  |           |  |  | #3         | São Luís Sharks | 06         |  |  |        |                |        |

Final
| 8 de dezembro 14:00 UTC -3 | Relatório | Recife Apaches | 00–27 | Caruaru Wolves |  | Estádio Grito da República, Olinda-PE |  |

### Conferência Sul
Em itálico, os times que possuem o mando de campo e em negrito os times classificados.
|  | Semifinais | Semifinais            | Semifinais      |    |  | Final            | Final | Final |
|  |            |                       |                 |    |  |                  |       |       |
|  | #1         | Brown Spiders FA      | 36              |    |  |                  |       |       |
|  | #4         | Porto Alegre Gorillas | 02              |    |  |                  |       |       |
|  |            |                       |                 |    |  | Brown Spiders FA | 24    |       |
|  |            |                       | Armada Lions FA | 21 |  |                  |       |       |
|  | #2         | Armada Lions FA       | 14              |    |  |                  |       |       |
|  | #3         | Canoas Bulls          | 07              |    |  |                  |       |       |

Final
| 7 de dezembro 14:00 UTC -3 | Relatório | Brown Spiders FA | 24–21 | Armada Lions FA |  | Campo União Capão Raso, Curitiba-PR |  |

## Premiações
| Conferência Centro-Oeste da Liga BFA 2019 - Acesso |
| Distrito Federal (Brasil)                          |
| -------------------------------------------------- |
| Brasília V8 Campeão (1º título)                    |

| Conferência Sudeste da Liga BFA 2019 - Acesso |
| São Paulo                                     |
| --------------------------------------------- |
| Rio Preto Weilers Campeão (1º título)         |

| Conferência Nordeste da Liga BFA 2019 - Acesso |
| Pernambuco                                     |
| ---------------------------------------------- |
| Caruaru Wolves Campeão (1º título)             |

| Conferência Sul da Liga BFA 2019 - Acesso |
| Paraná                                    |
| ----------------------------------------- |
| Brown Spiders FA Campeão (1º título)      |